# Lüneburg Heath Wildlife Park
O Parque Natural Lüneburg Heath (em alemão: Naturpark Lüneburger Heide) é um parque localizado ao norte da área conhecida como Charneca de Lüneburg, no norte da Alemanha. Possui área de 1.130 quilômetros quadrados. No centro do parque natural, fica a Reserva Natural Lüneburg Heath com uma área de 23,440 hectares.
O parque natural pertence à antiga província (Regierungsbezirk) de Lüneburg e, após a sua expansão em 2007, inclui partes dos distritos de Harburg, Lüneburg e Soltau-Fallingbostel. O Parque Natural Lüneburg Heath é limitado ao norte por Buchholz, a leste por Lüneburg, ao sul por Soltau e a oeste pelo Neuenkirchen. Situa-se a cerca de 40 km ao sul de Hamburgo, a 70 km a leste de Bremen e 90 km ao norte de Hanover.
Foi estabelecido em 1922, inicialmente com 21.000 hectares de reserva natural. Em 1993 esta área foi aumentada para a atual. No início de 2007, a área da reserva natural quase coincidiu com a área do parque natural. Em 14 de Fevereiro de 2007, o parque foi ampliado para 113.000 hectares. Foram adicionadas várias áreas protegidas (Landschaftsschutzgebiete).